# Helge Lundström

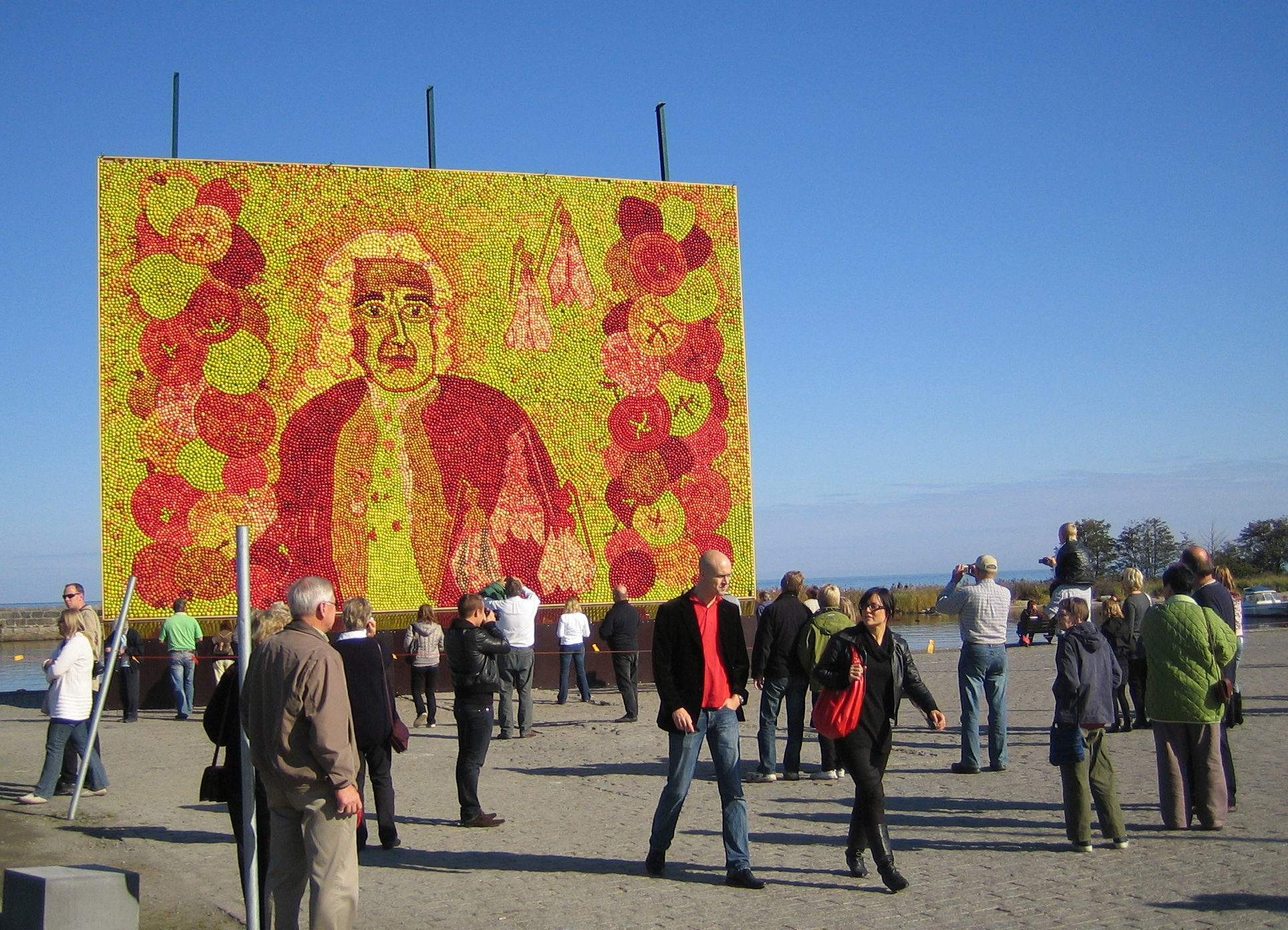
2007 års äppeltavla i Kivik.

Helge Bernhard Lundström, född 5 maj 1923 i Gislöv i Östra Nöbbelövs församling i Kristianstads län, död 25 augusti 2011 i Brantevik i Simrishamns församling, var en svensk målare, tecknare och grafiker.
Han var son till smedmästaren Johan Anton Lundström och Gerda Augusta Olsson. Lundström studerade konst för Isaac Grünewald 1946 och vid Otte Skölds målarskola 1947 samt under studieresor till Nederländerna och England. Separat ställde han ut i Simrishamn och han medverkade i samlingsutställningar med Skånes konstförening och på Liljevalchs Stockholmssalonger samt under ett flertal år i påskutställningen på Österlen. Bland hans offentliga arbeten märks en väggmålning i Skillinge sparbank och i Kivik utförde han under 30 års tid den 100 m2 stora äppeltavlan som tillkommer årligen i samband med Kiviks skördefest. Hans konst består av stilleben, djur, figurmotiv och landskap från Österlen och franska Rivieran i olja samt teckningar och illustrationer. Han utgav tillsammans med Birgitta Geite boken Sten, vatten, växter och som illustratör illustrerade han bland annat Karin Brunk Holmqvists diktsamling Nära verkligheten.